# Safiétou Kolga
Safiétou Kolga, née le 27 mars 1997 à Treichville, est une joueuse ivoirienne de basket-ball évoluant au poste de meneuse.

## Carrière
Safiétou Kolga participe au championnat d'Afrique 2019, terminant à la huitième place, ainsi qu'aun championnat d'Afrique 2023 terminant à la onzième place.
Elle évolue en club au CSA Treichville avec lequel elle est vice-championne de Côte d'Ivoire en 2015.